# Tipula (Microtipula) diacanthos
Tipula (Microtipula) diacanthos is een tweevleugelige uit de familie langpootmuggen (Tipulidae). De soort komt voor in het Neotropisch gebied.